# Castell d'Ivars
El Castells d'Ivars és una obra de Ivars de Noguera (Noguera) declarada bé cultural d'interès nacional.

## Descripció
Torre situada a la serra Llarga sobre la carretera local L-903, controlant la Noguera Ribagorçana al seu pas per la localitat d'Alfarràs. És de planta rectangular, construïda amb carreus de pedra sorrenca lligats amb morter. El mur de llevant està parcialment espoliat, fet que permet observar com l'interior de la torre està farcit de terra. Aquest mur té un gruix de poc més d'un metre d'ample. L'alçada màxima que es conserva de l'edificació, és de 1,60 m. Tant la cara interior com l'exterior del mur estan fetes de carreus de pedra sorrenca mentre que l'ànima és de còdols, fragments de pedra sorrenca i terra. L'edifici està molt malmès degut a l'aprofitament de la part superior del tossal per a la col·locació d'unes antenes de comunicació. A la part alta de l'estructura s'observa un retall de forma quadrangular que probablement es va practicar per la instal·lació d'una antena. En superfície pot trobar-se ceràmica oxidada sense decoració, de difícil datació.
Per accedir a aquesta torre des de la localitat d'Alfarràs, cal dirigir-se a la rotonda on s'uneixen la L-903 i la C-26 dintre mateix del poble. En aquesta rotonda cal girar a la dreta per anar en direcció Ivars de Noguera per la L-903. S'han de recórrer uns 650 m moment en què naix a la dreta d'aquesta carretera un camí de terra que cal agafar. Si se segueix aquest camí fins a arribar al cim del tossal, on es podrà observar una antena de comunicació, la torre es troba a uns 8 metres a la dreta d'aquest aparell.

## Història
Amb posterioritat a la fragmentació del comtat d'Urgell el 1414, la contrada va passar a mans de la família Boixadors de Lleida, i va passar a formar part a la Baronia d'Alfarràs, convertida en marquesat a començaments del segle xviii, quan era propietat dels Ribes. El castell continuà formant part del marquesat fins a la desamortització del segle xix. Això explicaria la proximitat del castell al nucli d'Alfarràs, més que no pas al d'Ivars, i el fet d'haver estat conegut també com el castell d'Alfarràs.